# オスロ・オペラハウス
オスロ歌劇場（諾: Operahuset i Oslo）は、ノルウェーの首都オスロにある歌劇場。ノルウェー国立オペラ・バレエ団の本拠地。2008年4月12日に完成し、臨海再開発地区ビョルヴィカに位置する。

## 沿革
1999年に新歌劇場の計画が始まり、2007年に完成。建設費は44億ノルウェー・クローネまで膨れ上がった。2008年にバルセロナで行われた世界建築フェスティバルで文化賞を受賞、2009年にミース・ファン・デル・ローエ賞を受賞した。